# Ramsay Island (ö i Kanada, Northwest Territories)
Ramsay Island är en ö i Kanada.   Den ligger i territoriet Northwest Territories, i den norra delen av landet, 3 700 km nordväst om huvudstaden Ottawa. Arean är 3,0 kvadratkilometer.
Terrängen på Ramsay Island är mycket platt. Öns högsta punkt är 34 meter över havet. Den sträcker sig 3,6 kilometer i nord-sydlig riktning, och 1,5 kilometer i öst-västlig riktning.